# Pannhaus (Kinzweiler)

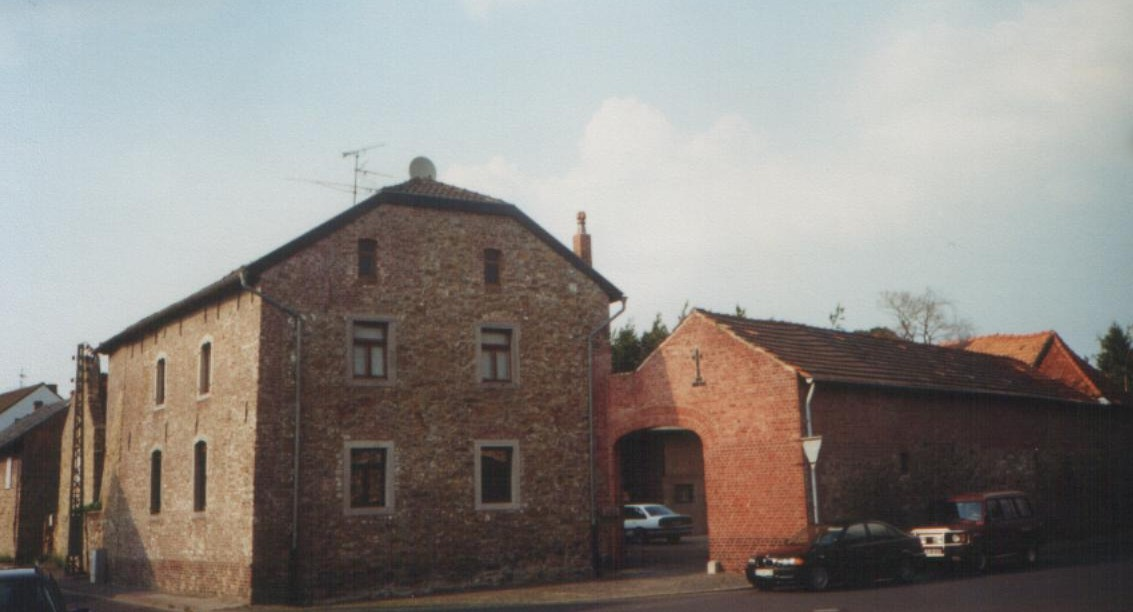
Pannhaus

Das Pannhaus ist eine aus Ziegeln und Bruchsteinen errichtete Hofanlage im Eschweiler Stadtteil Kinzweiler. Es steht an der Straßenkreuzung „Kirch-/Kambach-/Pannesstraße“. Spätestens seit 1957 heißt die „Pannesstraße“ so. In der lokalen Mundart Eischwiele Platt heißt es Pannes. Es steht unter Denkmalschutz. Lageplan siehe hier.

## Geschichte
Das Brauhaus wurde 1435 errichtet. Das eigentliche Pannhaus wurde vermutlich Ende des 18. Jahrhunderts errichtet, ist jedoch in Teilen sicher älter. Es war Gerichtsgebäude, Backhaus und Brauhaus sowie Sitz der Kinzweiler Schultheißen. Vom Jahre 1686 ist noch bekannt, dass eine schreckliche Tat – ein Brudermord – vor dem Pannhaus öffentlich gebüßt wurde durch die Hand des Scharfrichters aus Jülich. Noch im 17. Jahrhundert stand vor dem Pannhaus ein Schandpfahl. Die übrigen Wirtschaftsbauten sind aus dem 18., 19. und 20. Jahrhundert.
Koordinaten: 50° 50′ 41,3″ N, 6° 13′ 44,8″ O